# Filaggrine
Als Filaggrin bezeichnet man eine Gruppe von Säugetier-Proteinen, die beim Verhornungsprozess der Haut in den Keratinozyten gebildet werden. Filaggrine helfen dabei, Keratin-Filamente über Disulfidbrücken zu vernetzen und haben somit strukturbildende Funktionen für die Epidermis. Mutationen im FLG-Gen können zu erblichen Formen der Ichthyosis vulgaris, sowie zur Anfälligkeit gegenüber atopischer Dermatitis Typ 2 (Atopisches Ekzem) mit Risiko für Allergien führen.
In einer Studie an 3000 deutschen Schulkindern wurde bei acht Prozent der Kinder eine Mutation des FLG-Gens gefunden. In späteren Untersuchungen waren diese Mutationen mit hohen IgE-Werten und Risiko für Kontaktdermatitis, insbesondere Reibeisenhaut, Xerodermie und Nickelallergie assoziiert. Als zusätzlicher Faktor stellte sich in einer britischen Studie der frühe Kontakt zu Katzen heraus.

## Biosynthese
In den Keratohyalin-Körnchen der Keratinozyten wird Profilaggrin exprimiert und gespeichert. Profilaggrin ist ein über 4000 Aminosäuren großes Protein, das stark phosphoryliert ist und 23 Filaggrin-Domänen enthält. Differenziert der Keratinozyt zur Hornzelle, wird das Profilaggrin dephosphoryliert und an den Filaggrin-Domänen auseinander geschnitten, wobei viele 324 Aminosäuren lange Filaggrin-Moleküle entstehen. Da das Profilaggrin 23 Filaggrin-Domänen enthält, die sich überlappen, gibt es mehrere Möglichkeiten, ein Profilaggrin-Molekül zu zerschneiden. Daraus erklärt sich die Vielfalt der möglichen Filaggrine.